# Thiên Chúc
Huyện tự trị dân tộc Tạng Thiên Chúc (chữ Hán phồn thể: 天祝藏族自治縣, chữ Hán giản thể: 天祝藏族自治县, tiếng Tạng: ཐེན་ཀྲུའུ་བོད་རིགས་རང་སྐྱོང་རྫོང་; Wylie: then kru'u bod rigs rang skyong rdzong; phiên âm Tạng ngữ：Tenzhu Poirig Ranggyong Zong) là một huyện tự trị thuộc địa cấp thị Vũ Uy, tỉnh Cam Túc, Cộng hòa Nhân dân Trung Hoa.

## Địa lý, dân số
Huyện này giáp các đơn vị cấp huyện: nam giáp Vĩnh Đăng, đông giáp Cảnh Thái, bắc giáp nội thị Vũ Uy và Cổ Lãng, tây bắc giáp Túc Nam, tây giáp Môn Nguyên, Hỗ Trợ, Nhạc Đô của Thanh Hải. Thiên Chúc có diện tích 6865 km², dân số năm 2004 là 210.000 người, mã số bưu chính là 733200. Huyện lỵ đóng ở trấn Hoa Tạng Tự.

## Hành chính
Huyện Cổ Lãng được chia thành 19 đơn vị cấp hương gồm 7 trấn, 11 hương.
- Trấn: An Viễn, Cáp Khê, Hoa Tạng Tự, Đả Sài Câu, Thán Sơn Lĩnh, Trại Thập Kỳ, Thạch Môn và Tùng Sơn.
- Hương: Thiên Đường, Đóa Thập, Đại Hồng Câu, Đông Đại Than, Tây Đại Than, Trại Lạp Long, Mao Tạng, Đông Bình, Kỳ Liên, Đán Mã và Trảo Hỉ Tú Long.